# Гершау-Флотов, Бернард Бернардович
Барон Бернгард Бернгардович Гершау фон Флотов (нем. Bernhard Friedrich Peter Emil Gerschau von Flotow; 18 [30] ноября 1853, Колпино — 4 [17] сентября 1911, Витебск) — Витебский губернатор; действительный статский советник.

## Биография
Родился 18 (30) ноября 1853 года в Колпино. Отец — капитан 1-го ранга Бернард фон Флотов (1811—1854); мать — Мария-Агнесса Петровна фон Гершау (1817—1909).
В службу вступил 28 мая 1874 года, после окончания Александровского лицея. В 1878 году получил звание камер-юнкера, с 1898 года — камергер.
С 3 июля 1902 года был назначен Ковенским вице-губернатором; 6 декабря 1903 года произведён в действительные статские советники. Был назначен с 25 октября 1904 года Витебским губернатором, в 1906 году отмечен Высочайшей благодарностью и орденом Св. Владимира 3-й степени; с 1907 года — в должности гофмейстера.
Был женат с 4 июля 1894 года на дочери барона Отто фон Клопмана (17.10.1828 — 27.01.1895), Софии (18.03.1863, Курляндская губерния — 05.12.1938, Духеров, Германия). У них родились дочери: Мария (1895—1982), Александра (1896—1942), Ксения (1898—1923).
Умер в Витебске 4 (17) сентября 1911 года. Похоронен на Иоанновском кладбище в Митаве рядом с матерью, могила не сохранилась.